# María Esther Ballivián
María Esther Ballivián Iturralde (La Paz, Bolivia 1927 - La Paz, Bolivia 1977) fue una artista plástica boliviana, cuyo trabajo fue ampliamente premiado en el ámbito boliviano.

## Biografía
María Esther Ballivián nació en La Paz el 13 de junio de 1927. Fue hija de Rafael Ballivián y Rosa Iturralde. Su abuela paterna fue Elisa Rocha de Ballivián, la primera mujer de relevancia en el ámbito de las artes plásticas bolivianas y fundadora de la primera academia de pintura en La Paz en 1905. La madre de María Esther, Rosa Iturralde, fue nieta del pintor autodidacta Zenón Iturralde, lo cual también impactó en la formación de la pintora. Otro familiar que detonó la pasión de María Esther por la pintura fue Lía Ballivián, hermana de Rafael, quien introdujo a la pintora en las artes al llevarla a visitar museos en Europa.
Las primeras lecciones formales de pintura tomadas por María Esther Ballivián fueron en 1941, con el artista norteamericano Robert Ades. En 1945, dado que su padre fue nombrado embajador en Perú, María Esther asistió a la Escuela Superior de Bellas Artes de Lima. De regreso a Bolivia un año después, se inscribió en la Academia Nacional de Bellas Artes Hernando Siles de La Paz, y a partir de ello se dedicó completamente a pintar. De vuelta en La Paz, trabajó en el taller del maestro lituano Juan Rimsa de 1948 a 1950. En 1949 contrajo matrimonio con Luis Perrin Pando, con quien tuvo una hija: Marie France Perrín. En 1954 viajó a Santiago de Chile por 3 años, donde en 1955, participó en el "Taller 99" dictado por Nemesio Antúnez. El mismo Antúnez señaló sobre la pintura de Ballivián: “eran como explosiones volcánicas, avalanchas, ventisqueros o tal vez, como decía ella, sólo explosiones de formas y colores.”
A fines de 1957 María Esther obtuvo una beca para continuar con su labor artística en París, Francia, donde permaneció junto con su esposo hasta 1960. En París se inscribió en Atelier 17 del británico Stanley William Hayter, conocido por la técnica del grabado. En esta misma ciudad estudió en la Académie de la Grande Chaumiére, donde conoció a Henri Goetz, y luego trabajó en su taller. Ballivián tuvo la oportunidad de exhibir sus obras en el Cafe du Dôme de París, lugar a donde iban los artistas e intelectuales de la época.
En La Paz, en 1964, cuando se añadió el Arte a las funciones de la Facultad de Arquitectura y Urbanismo de la Universidad Mayor de San Andrés, ella fue su principal impulsora y profesora hasta el final de su vida. También fue directora de la carrera de artes plásticas en la misma institución. Su labor como comunicadora es también importante: produjo programas culturales para televisión y en 1971 se transmitió uno dedicado a las artes plásticas bolivianas en el canal estatal. Otro de los aspectos más relevantes de la carrera de Ballivián es su labor como docente. Maria Esther formó a numerosos artistas que posteriormente lograrían mucho éxito en la plástica latinoamericana. Entre estos destacan un grupo de pintoras mujeres: Teresa Córdova, Carmen Bilbao, Roxana Crespo y Ángeles Fabbri. Fue también Vocal del Consejo Municipal de Cultura de La Paz. Su primera exposición se llevó a cabo en 1950. A partir de entonces, sus obras fueron expuestas en galerías de Chile, Estados Unidos, Brasil, Venezuela y Francia.
Su obra aun se sigue exponiendo hasta el día de hoy en Bolivia, y de forma permanente en el Museo de Arte Contemporáneo de América Latina de la OEA en Washington, junto a los más destacados artistas latinoamericanos, como Fernando Botero. Una sala de la Casa de la Cultura Franz Tamayo lleva su nombre, así como dos calles de la ciudad de La Paz. María Esther también inspiró un poema a Gregorio Reynolds. En vida Ballivián también fue galardonada, al obtener con uno de sus desnudos femeninos el Gran Premio de Pintura de la Universidad Técnica de Oruro, en 1974, un renombrado galardón considerado de gran prestigio.
En junio de 1977, a los 50 años, María Esther Ballivián fallece repentinamente en el apogeo de su carrera. Esta fecha coincide con el periodo en que la artista había incursionado de forma apasionada en el desnudo femenino.

## Obra
María Esther Ballivián es considerada como una de las mayores exponentes de arte abstracto en Bolivia, debido a que dedicó gran parte de su carrera a este tipo de representaciones y son a las que debe gran parte de su reconocimiento. Empero, el trabajo de Ballivián se extiende mucho más allá de lo abstracto y, en conjunto, se vuelve un corpus trascendental que habla de la versatilidad y alcance de la pintora. De forma breve, puede establecerse que sus producciones se dividen en los siguientes periodos pictóricos:
- Periodo inicial: en esta etapa realizó numerosos retratos, gran parte de los cuales fueron mujeres, desde pequeñas niñas hasta ancianas, inclinada completamente hacia la representación figurativa. Las líneas de estas piezas son indefinidas y los fondos se manifiestan más en la neutralidad.
- Periodo indigenista: como el nombre lo indica, este periodo fue dedicado a realizar retratos de indígenas de su país. También se trata de una etapa de pintura figurativa, donde destacan colores sumamente intensos, trazos de carácter impresionista en la aplicación de los materiales, así como bordes poco definidos. Este periodo pudo haberse visto inspirado por el pintor nacionalista Boliviano Cecilio Guzmán de Rojas, quien era muy aclamado a principios de siglo en su país.
- Periodo azul: en este periodo de su pintura Ballivian continúa realizando retratos, también en su mayoría de mujeres de diversas edades. Sigue empleando pinceladas poco definidas, aunque en estas obras se observan bordes más marcados. La paleta cromática seleccionada por la artista en esta etapa es de tonos fríos, con uso de azules, como el nombre lo refleja.
- Periodo social (década de los 50): las piezas realizadas durante esta etapa están directamente relacionadas con los acontecimientos de la revolución de Bolivia. Se muestran temas mucho más crudos, evidenciando la situación de pobreza de la Bolivia de ese momento. Pictóricamente los trazos, las líneas, los colores y las pinceladas se asemejan aún al periodo azul; aunque la paleta se extiende para lograr ciertos objetivos visuales.
- Cubismo (década de los 60): Este es el periodo en el que Ballivián comienza la transición hacia las representaciones más abstractas. También pueden verse personificadas mujeres, pero en este caso con líneas muy bien definidas y una paleta cromática más diversa, aunque nunca regresa a los colores intensos del periodo indigenista. Dentro de sus producciones cubistas la pintora también incursiona en la elaboración de algunos paisajes, principalmente urbanos. Dentro de este periodo también puede englobarse un Periodo gris en la pintura de María Esther, donde comenzó cuna búsqueda en el significado de la forma de este color. El artista Raúl Mariaca dice al respecto: “su pintura adquiere una profundidad alucinante. Pinta bodegones en sutiles grises, el dibujo de los cuales ha sido llevado a una máxima simplificación a objeto de que, tanto dibujo como color, llevan su mensaje más bien por insinuación que por despliegue”.
-  Abstractos (finales de la década de los 60 y principios de los 70): este fue probablemente el periodo pictórico más representativo de la carrera de Ballivián, y por el que fue más reconocida. En esta etapa Ballivián deja el retrato y las representaciones figurativas por completo para dedicarse a las imágenes completamente abstractas, tomando usualmente un color o tono que llevaría la batuta del cuadro. A pesar de que los colores tierras y cálidos predominan en estos cuadros, pueden apreciarse guiños a sus etapas tempranas donde aparecen de forma vertiginosa colores intensos, como el morado, amarillo, naranja, etc. Al respecto de este periodo, el artista Raúl Mariaca considera que pudo haber estado inspirado por los grandes pintores americanos, debido a que Ballivián sostenía una gran admiración por creadores como Willem de Kooning y Nicolas de Stael. Como un subtítulo dentro de sus abstractos, puede considerarse su periodo de flores, el cual estuvo dotado de gran experimentación e interés por el color. 
- Periodo de flores: paralelo a sus abstracciones, o en realidad, como parte de ellas, la pintora comenzó a hacer un exhaustivo trabajo de análisis del color a través de la observación y representación de flores en sus lienzos, flores de diversas formas y colores. Esto probablemente se encuentre vinculado a los aprendizajes que obtuvo con Juan Rimsa, y habla de una “fluidez del color y la posibilidad del impromptu cromatico”, referida por Marta Traba acerca de su pintura. Ballivián buscaba representar el tratamiento del color de las flores, el concepto de la flor, más que su forma realista. Le interesaba el encuentro, la serendipia. Estrujaba papeles de colores, y en base a ellos también realizaba estas pinturas de flores. Su objetivo era crear un juego de luz, color, forma y no-forma. Es importante hacer hicapié en que esta etapa floral la trabajó técnicamente con acuarelas, y no con óleos como lo había hecho en sus obras anteriores. Esto le brindaba posibilidades ópticas diferentes, y hacer un tratamiento del color a través de veladuras. De manera breve, es interesante en este periodo, vincular a Ballivián con algunas artistas mujeres que se volcaron en esta temática floral y se apropiaron de un elemento clásicamente asociado a la feminidad para hablar de algo que va más allá, como fue el caso de Rachel Ruysch, Georgia O´Keeffe y Mary Cassatt.
- Desnudo femenino (finales de la década de los 70): en la última etapa de su carrera artística María Esther realizó principalmente desnudos femeninos, lo cual denota el regreso de Ballivián a una temática de gran interés para ella: la representación de la mujer. En estas piezas se conserva una paleta similar a la empleada en su pintura abstracta (colores tierra), y guarda en cierto sentido formas, líneas y trazos que no se definen del todo; pudiéndose leer como reminiscencias de sus asbtracciones. Sobre esta última etapa, Salazar Mostajo refiere que: “María Esther Ballivián ha llegado a tal grado de abstracción, que puede aplicarla al cuerpo humano, el desnudo femenino, en el que no hemos de ver un estudio de formas y colorido, sino únicamente el receptáculo de la abstracción soñada o sentida por la artista. Así el abstraccionismo se yuxtapone al realismo, sin fundirse en el…” El mismo autor señala que: "El mundo del desnudo no es precisamente el mundo de lo humano, y el suprimir toda referencia local o nacional, viene a adoptar la misma posición de prescindencia que caracteriza al momento abstracto. Que no impide que la valoremos en su justa medida, reconociendo su gran jerarquía.".
Paralelo a estos periodos puede mencionarse su trabajo constante con el grabado, perfeccionado principalmente en Chile y Brasil. A pesar de que el color no fue un elemento importante en esta clase de producciones, es imperante visualizar la experimentación de las composiciones que el medio le permitía. La geometría pasó a ser un aliado en la formación de las imágenes, así como el aprovechamiento de los contrastes entre los claros y oscuros logrados en la placa. En este tipo de piezas también pueden observarse retratos de mujeres; así como bodegones, paisajes urbanos y composiciones abstractas. Finalmente, debe hacerse una sintética mención sobre la técnica de acuarela en las producciones de Ballivián, que, además de ser central en su periodo de flores, también jugó un rol importante en la elaboración de piezas pequeñas en papel donde se muestra la figura humana a través de trazos sencillos y apenas sugeridos.

 
Respecto a su obra, Pedro Querejazu señala que esta: 
 “…oscila desde el expresionismo aprendido de Rimsa, hacia el constructivismo casi cubista, para luego aproximarse, en una actitud totalmente ecléctica, hacia el informalismo, que en sus últimos años abandona para volver al realismo en magníficos desnudos femeninos, que silenciosamente coloquian entre sí y con el infinito”.
A causa de la Revolución Nacional de 1952, María Esther Ballivián se aproximó a la problemática social de ese momento en sus pinturas, aunque manteniendo distancia de los estereotipos y las técnicas dominantes en ese entonces en Latinoamérica. Posteriormente, al irse a Chile, su obra se alejó de la temática social de denuncia y se interesó más por la experimentación visual. 
La obra de Maria Esther Ballivián es, dentro de la pintura boliviana, la que más se aproxima a este espíritu omniabarcante de la modernidad. Porque si generalmente vemos que el trayecto de los pintores va de lo general a lo particular –es decir por un comienzo académico y una revisión de las escuelas y maestros anteriores hasta llegar a desarrollar un estilo “propio” como en el caso de Goya, Van Gogh, Kandinsky, Corinth, Pollock, Rivera, etc.–, el caso de Maria Esther Ballivián es inverso: su búsqueda y su sino personal consiste en la experimientación de tendencias en muchos casos opuestas. Esa dinámica plástica y esa sed de libertad se manifiesta como marca personal en la obra de esta paceña recordada siempre hermosa y de encantador carácter.

## Premios
- Premio del Concurso Hispanoamericano Femenino de Grabado y Dibujo. La Paz, 1956.
- Primer Premio en grabado del concurso municipal Salón Anual Pedro Domingo Murillo con la obra "Bajo relieve". La Paz, 1960.
- Primer Premio en grabado del concurso del Ministerio de Educación IV Salón de Arte con la obra "Trópico" . La Paz, 1961.
- Gran Premio en pintura del concurso municipal Salón Anual Pedro Domingo Murillo con la obra "Naturaleza muerta" La Paz, 1965.
- Gran Premio de la Universidad Técnica de Oruro. Oruro, 1974.

## Legado
La Casa de la Cultura, Franz Tamayo, dependiente del Gobierno Autónomo Municipal de La Paz, cuenta con una sala de exposiciones temporales llamada María Esther Ballivián Iturralde, en honor a la artista.